# シッティング・ブル

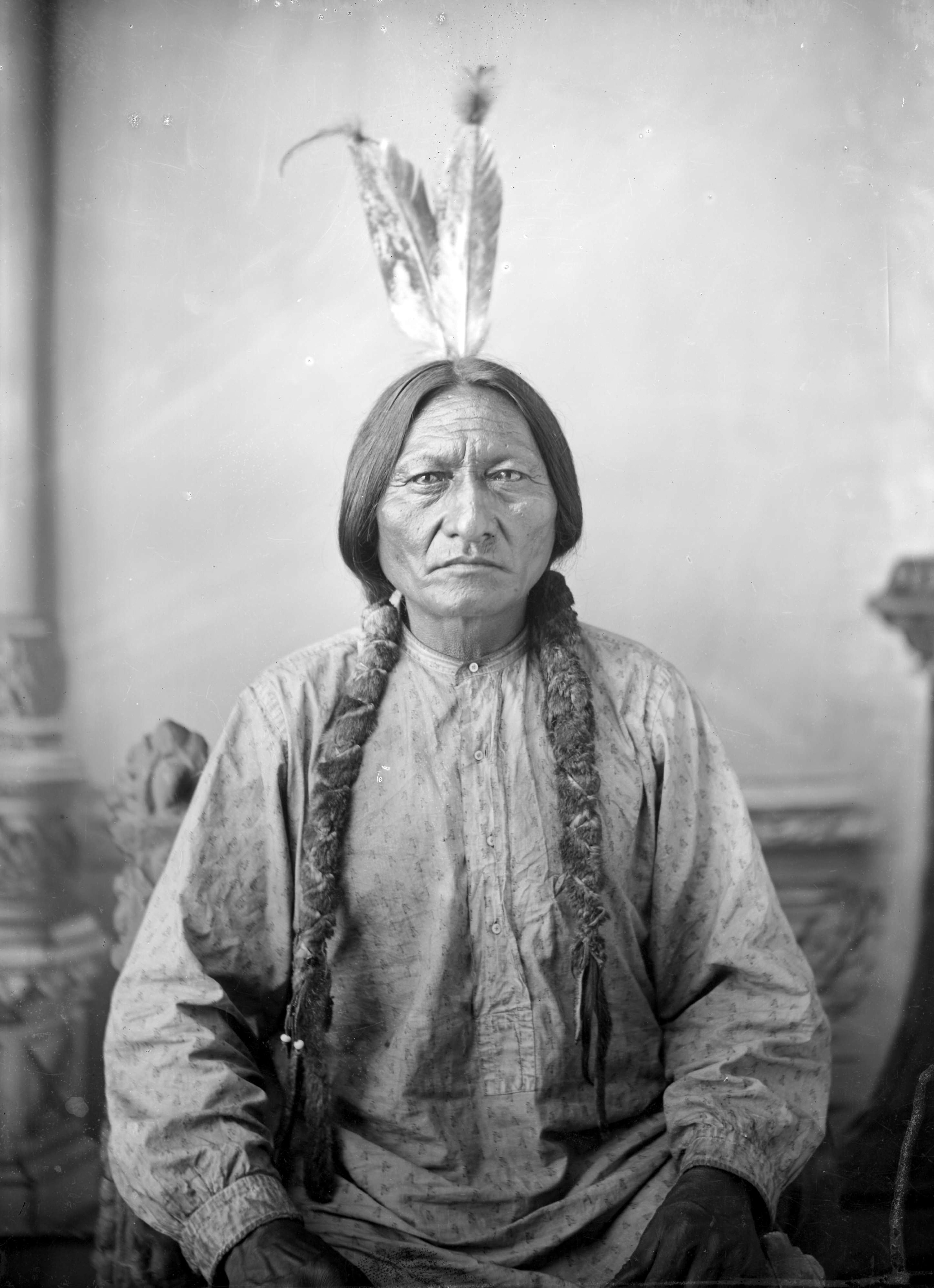
タタンカ・イヨタケ（シッティング・ブル）

シッティング・ブル（Sitting Bull）、本名タタンカ・イヨタケ（Tatanka Iyotake）、（1831年 - 1890年12月15日）は、ネイティブ・アメリカン（アメリカ・インディアン）のラコタ・スー族のオグララ族に属するハンクパパ族の戦士、呪術師。しばしば誤解されるが酋長、族長、指導者ではない。

## 生い立ち
スー族の年代記が伝えるタタンカ・イヨタケの生い立ちは次のようなものである。タタンカ・イヨタケ、またはタタンカ・ヨタンカ（座れる雄牛）は、ダコタ準州（現在で言うサウスダコタ州）のグランド川のそばである暗い夜に、ハンクパパ族のリターンズ・アゲイン、またはジャンピング・ブルという名の大戦士のひとり息子として生まれた。この赤ん坊の力強い泣き声と、ふくろうの鳴き声とともに雲間から現れた満月を見て、父親はこの赤ん坊が将来偉大な人物となるだろうと予感し、「ホカ・プシチャ（跳ねるアナグマ）」と名付けた。
父、リターンズ・アゲインは狩猟民族の呪術師であり、狩猟動物との交信が生業だった。あるとき、父親リターンズ・アゲインが3人の戦士と狩りに出て、野営のたき火を囲んでいるときに、一頭のバッファローが近づいてきた。バッファローは神秘的なささやきで、「座る雄牛、跳ねる雄牛、雌牛と共に立つ雄牛、孤独な雄牛」の四つの名を繰り返した。リターンズ・アゲインは直ちにこれを「バッファローが自分、あるいは他者に贈る新しい名を選ばせているのだ」と理解し、「タタンカ・イヨタケ（座せる雄牛＝シッティング・ブル）」という名を選び、これを贈り名とした。
女ばかりの兄弟のなかで、男は彼一人だった。一番上の姉のプリティー・フェザーは背負子に彼を入れて馬に載せ、草原を走って勇者の歌を聞かせてくれた。一度トラボイ（二本の棒を犬や馬に結わえ、地引橇にしたもの）を引いていた犬が暴走したことがあったが、子供用の駕籠に入っていた幼いシッティング・ブルは泣き出すどころか大喜びしていた。幼い頃から思慮深く、食べ物などに悠然と手を伸ばす様子を見て、父親は次に彼に「ハンケシュニー（ゆっくり）」という名をつけた。この児童の生まれたときからの豪胆さは、早くからハンクパパでも認められ、叔父のフォア・ホーンも、この少年の将来性について、リターンズ・アゲインの予言に同意した。
ハンケシュニーは父親からいつでも矢を持って飛び出せるよう、戦士として教育を受けた。8歳のときに、父親は彼を川向うへ行かせ、フォア・ホーンに狼の鳴き真似をさせ、茂みを揺らして脅かすよう頼んだ。しかしハンケシュニーは全く動じなかった。父親は栄誉の羽根冠を被り、たくさんの馬を持っていた大戦士だった。インディアンの習いに従い、息子を祝って部族民に贈り物を送る、ギブ・アウェイの祝宴を開いた際に、父親は息子に強力な弓矢を贈った。
ハンケシュニーは10歳のときに初めてバッファローを仕留めた。12歳のとき、バッファロー狩りの最中にバッファローの子牛が彼に襲いかかった。ハンケシュニーは子牛の角を掴んで抑え込み、その背中に飛び乗って、これを乗り回した。父親はこれを聞いて祝宴を開いている。
14歳のときに、父親は彼に「クー・スティック」を与えた。これは「クー数え」の戦で使う、「?」の形をした棒である。「クー数え」というのは、当時の平原インディアンの栄誉あるスポーツであり、娯楽だった。まず戦士団が馬で平原に繰り出し、他の部族の戦士団を見つけたら、騎馬戦を行う。この中で時には激しい命のやり取りもあるが、最も栄誉とされたのはこの「クー・スティックで相手の体を触るか、叩く（「クー」）」ことだった。たくさんの「クー」を稼いだものは、勇敢さのしるしに鷲の羽が贈られ、それは偉大な戦士の頭を飾る羽根冠となって、この栄誉の羽根を縫い込んだ布が長く足元まで垂らされた。
ハンケシュニー少年はクロウ族とのクー数えの戦に20騎ほどの戦士団が出発した時に、灰色馬を赤く塗り、自分を黄色く塗って後をこっそりついて行った。戦の場で少年は最前線に飛び出し、クロウ族の戦士が矢を射ろうとした時に、すばやく「クー」を加え、戦線から離脱した。村に帰ると、父親は息子のこの武勇に大喜びし、「息子は敵を叩いた。息子は勇敢だ！これから息子の名はタタンカ・イヨタケだ！」と叫び、かねてバッファローから贈られた「タタンカ・イヨタケ（シッティング・ブル）」の名を息子に贈った。
1847年、15歳のシッティング・ブルは一度仲間と夜間にクロウ族の村へ平原インディアンの栄誉あるスポーツである「馬盗み」に出かけ、大量の馬を盗んで帰る途上で朝方、クロウ族に追い付かれた。シッティング・ブルは一人の戦士と、互いに馬を下りて撃ち合いとなり、この際に左足を銃弾が貫通した。ナイフでクロウ族のとどめを刺したシッティング・ブルだったが、この怪我のため、生涯片足を引きずって歩くこととなった。
17歳のときに、初めて人を殺したが、これは慈悲心からの行いだった。ハンクパパ族の女たちがクロウ族の女の捕虜を火炙りにすることに決め、松の木にこの女を縛り付けて周りに積んだ雑木に火をつけた。シッティング・ブルはこの女を哀れに思い、火に巻かれる前に彼女を弓矢で殺してやったのである。シッティング・ブルはハンサムではなかったが、礼儀正しく親切だったので、女たちから非常にもてた。生涯で9人の妻を得ている。
やがてシッティング・ブルは自分の霊的な資質に気づいた。一度狩りに出た際に一休みしていると、灰色熊が覆いかぶさってきて、そばのキツツキが死んだふりをしているよう彼に囁きかけている夢を見た。目を覚ますと、熊もキツツキも現実のことだった。夢知らせの通りにじっとしていると、やがて熊は少し離れたところをうろうろし始めた。キツツキは、「鳥の人たち」と話の出来るシッティング・ブルは、いずれ部族の偉大な存在になるだろうと告げた。彼はキツツキの指示通りに熊の四本の脚の中心に矢を撃ち込んでこれを殺し、その爪を抜いて首飾りにした。以後、クー数えの栄誉である鷲の羽の冠と、熊の爪の首飾りは、シッティング・ブルの最も大切な宝物となった。
また、パハサパ（ブラックヒルズ）の湖で、高い岩山から呼ぶ声を聞いた。彼が岩山をよじ登ってみると鷲が留まっていた。これを彼は将来自分が大戦士になる予言であると解釈した。二本の矢で負傷した狼が彼のところにやってきて、「もし私を助ければ、お前の名は偉大なものとなるだろう」と告げたこともあった。彼はこの狼の矢を抜いて傷の手当てをしてやった。
青年となったシッティング・ブルは勇敢な戦士としての名を高め、「アキチタ」（警護の戦士）や「トカラ」（キット・フォックス戦士団）に加わり、25歳で「チャンテ・チンザ」（ストロング・ハート戦士団）のもっとも勇敢な戦士として、赤い長帯を肩に掛ける栄誉を得た。この赤い長帯は、ひとたび戦になれば、矢でその端を地面に縫い付け、仲間が助けに来るまでその場に留まって戦うためのものである。シッティング・ブルは狩りやクー数えで傑出していて、またユーモアあふれる静かな語り口で、仲間たちから愛された。また、優れた「ウィカサ・ワカン」（呪術師、メディスンマン）として様々な治療術、呪術に通じ、部族民を助けた。
彼は仲間たちから、「頑固で恐れを知らない、強情で頭を下げず、冬のブリザードの中でも決して逃げず、風に逆らって進むバッファロー」に喩えて、「バッファローのような男」と呼ばれていた。タタンカ・イヨタケはただの大戦士ではなかった。戦だけでなく、呪術においてもずば抜けた力を持っていた。ハンクパパの戦士は彼を「偉大な呪術師」と呼んだ。

## 白人との戦い
拡大する合衆国の植民は、1860年代にミシシッピー河を越え、スー族の住む大平原に伸びてきた。すべてのインディアン部族がフロンティアの障害として駆除され、保留地に隔離され、その領土が軍事力によって強奪されていた。保留地で飢餓状態となったダコタ・スー族が1862年に起こしたダコタ族の大暴動は、エイブラハム・リンカーン大統領とアメリカ軍によって徹底的に弾圧され、多くのスー族同胞がミネソタの領土を奪われ、西部の保留地に強制移住させられてきた。彼らダコタ族から、シッティング・ブルはインディアン保留地での暮らしがいかにひどいものかを聞いた。
1863年6月、ダコタ族の大暴動を受けてアメリカ軍は西部方面に軍事遠征を行い、ここで初めてシッティング・ブルのハンクパパ族はワシチュー（白人）と戦を交えた。ハンクパパ族はダコタ族ではなく、ラコタ族だったが、合衆国は「スー族の皆殺し」を政策にしており、彼らも同じスー族として、ハンクパパの領土を侵犯したアメリカ軍によって攻撃を受けたのである。
1864年7月、アルフレッド・サリー将軍率いるアメリカ軍騎兵隊が、ターカホクチー山でサンテ・スー（ダコタ族）とテトン・スー（ラコタ族）を襲い、スー族防衛戦士団と交戦となった（ターカホクチー山での戦い）。シッティングブルはこの防衛戦のなかで、「同胞をワシチューの世界から遠ざけ、理不尽な条約に決して署名しない」との決意を固めた。9月2日には、現在のモンタナ州ボウマンで、スー族の領土を荒らす白人の幌馬車隊を攻撃し、左の尻を銃弾で負傷した。
ハンクパパ族を始め、スー族は白人の侵略に断固として立ち向かい、合衆国から絶滅対象部族となった。このなかで先頭に立って戦うシッティング・ブルの姿は部族員だけでなく白人たちからも一目置かれ、1866年には、北部大平原の大戦士として、オグララ族のタシュンケ・ウィトコ（クレイジーホース）と並び称される存在となっていた。白人が「レッドクラウド戦争」と呼んでいる、アメリカ軍とスー族・シャイアン族の戦いでも目覚ましい戦いぶりを見せ、翌1867年にはチャンテ・チンザ（ストロング・ハート戦士団）の中心戦士となった。彼はこのとき、こう述べている。
「昔の戦士たちはもういない。私自身が勇気を出す」
シッティング・ブルはのちに、白人に「インディアンの戦士」についてこう語っている。
「我々にとっての戦士とは、お前さんたちが考えるような、ただ戦う者ではない。本来誰にも他人の命をとる権利はないのだから、戦士とは、我々のためにあり、他者のために犠牲となる者だ。その使命は、歳取った者やか弱き者、自分を守れない人々や将来ある子供たちに注意を払い、守りぬくことにあるのだ。」

### ララミー砦条約
白人たちの対インディアン政策は、最初から誤謬に基づいていた。インディアンの社会は基本的に合議制民主主義であり、「酋長」（チーフ）もあくまで部族の中の「調停者」（ピースメイカー）であって部族の「代表者」ではない。誰か個人が部族を統率するというような絶対権力者は存在しないのである。しかし白人たちは「酋長」を「部族長」と誤認し、合衆国の和平委員会はインディアンの酋長と盟約を結ぶことでスー族を従わせようとした。
自然崇拝に基づく世界観を持つインディアンにとって、白人の資本主義・キリスト教的価値観は相容れなかった。やがて白人は圧倒的な軍事力で、力づくでスー族から領土を奪おうとした。合衆国の砦に出入りして便宜を図ろうとしたレッド・クラウドやスポッテッド・テイルに対し、シッティング・ブルやクレイジーホースは白人和平委員会の呼びかける和平会談に耳を貸さなかった。スー族の大半もシッティング・ブル達の考えに賛同していた。スー族の社会は他の平原インディアンと同様に高度な個人主義であり、シッティング・ブル達の下に集ったのもあくまで自由意思に基づく行動だった。だが合衆国はシッティング・ブルとクレイジーホースを部族の統率者と捉え、西部インディアン戦争での最大の反逆者とみなした。。
シッティング・ブルを「指導者」と誤認している合衆国は彼を懐柔しようとし、「第二次ララミー砦条約」に彼を出席させて条約に署名させようとした。西部のイエズス会対インディアン伝道者のピエール・ジャン・ド・スメット神父は、1868年5月にパウダー川河口近くのシッティング・ブルのティーピーを訪ね、協定を受け入れるように説得した。シッティング・ブルはこの協定によって先祖伝来の狩場の大半が奪われるという事実を見抜いていたから、これに耳を貸さなかった。彼はスメットにこう言った。
「私は土地を売るつもりはないし、川辺の木、ことに樫の木をワシチューに切らせるつもりもないことをすべてのワシチューに知ってもらいたい。私は樫の木の小さな森が大好きだ。私は樫の木を見るのが好きだし、樫の木を尊敬している。彼らは夏の暑さにも冬の寒さにも耐え、我々同様にすくすく育ち、茂って見せているからだ」。
1868年6月、合衆国は第二次ララミー砦条約を、オグララ族のマアピヤ・ルタ（レッド・クラウド）、シンテ・グレスカ（スポッテッド・テイル）の署名によって締結させ、スー族や平原のインディアンたちが聖山と崇めるパハサパ（ブラックヒルズ）を含むサウスダコタ一帯を合衆国指定保留地とし、「白人の立ち入りの許されない、スー族の永久不可侵の領土」（グレート・スー・ネイション）であると条文で確約し、和平を結んだ。この署名というのは、文字を持たないインディアンに「×印」を書かせる、というものである。白人たちはレッド・クラウドやスポッテッド・テイルを「スー族の酋長（大指導者）」と思い込んでいたから、彼らが署名すればスー族がこれに従って保留地での生活を受け入れるだろうと考えたのである。
条約で保証されたこの広大な「グレート・スー・ネイション」は5つの地区に分けられ、レッド・クラウドやスポッテッド・テイルたちはそれぞれの保留地に入り、白人から「首長」に任命された。「レッド・クラウド管理所」や「スポッテッド・テイル管理所」の管理人となって、土地と引き換えに保障された年金（食糧や物資）の配給責任者となった。しかしインディアンの文化には無い「個人が他者を指導する」という「首長」制度は部族員の反発を生んだ。合衆国の傀儡となったレッド・クラウドやスポッテッド・テイルは同胞から憎まれ、やがてスポッテッド・テイルはのちにクロウドッグから決闘を申し込まれて刺殺されている。
シッティング・ブルやクレイジーホースは保留地に入ることを拒否して、合衆国に割譲していない地域に留まった。その姿勢はスー族だけでなく同盟部族のシャイアン族やアラパホー族からも共感を呼び、彼らの周りに大勢のインディアンが集まった。その経緯の実態に反し、合衆国はこれをシッティング・ブルやクレイジーホースの先導による統率された反乱勢力と認識していた。

### 破られた条約
1872年に、早くも合衆国はスー族との不可侵条約を破った。「ノーザン・パシフィック鉄道」の線路予定地として、白人の立ち入りの許されない「グレート・スー・ネイション」の未割譲地域であるイエローストーン川の南岸沿いが候補に挙がった。連邦政府の役人はこれに反対するどころか、測量隊の護衛の軍隊を派遣した。スー族の不可侵領土を侵犯するこの侵略行為に、当然スー族は防衛の戦いを挑んだ。この夏7月、シッティング・ブルとクレイジーホースのスー族戦士団はアロークリークとイエローストーン川の交差地点で侵略者の測量隊と鉄道技師団を攻撃し、護衛のアメリカ軍と激しい戦いを交わした。シッティング・ブルはこの戦いの中で、大胆に白人を挑発してみせた。彼は激しい戦いの中で両陣営の間におもむろに座り込み、パイプを取り出して煙草をつめ、火をつけてゆっくりと吸い、これを吸い終わってから火皿を掃除して、ようやく何事もなかったように身体を動かして見せたのである。
1873年、不況のために鉄道建設計画が頓挫したため、スー族と合衆国の全面戦争は回避された。しかし合衆国は将来の計画再開のために、土地条件の良いパハサパ（ブラックヒルズ）に前線基地である砦の建設を計画した。この計画のためにジョージ・アームストロング・カスター中佐率いる偵察隊が、スー族の聖山であるこのブラックヒルズにアメリカ連邦法に違反して侵入した。カスターはここで金鉱を発見し、たちまち同地にゴールド・ラッシュが起こった。1875年にはブラックヒルズに金目当ての白人が1000人ほど、アメリカ連邦法に違反して入り込んでいた。
合衆国は条約破りを承知の上で、パハサパの買い取り金額をレッド・クラウドに問い合わせた。レッド・クラウドは「いずれパハサパは軍事力によってワシチューのものになるのは避けられないのだから、出来るだけ高くこれを売りつけるべきだ」と部族民に説明し、連邦政府の歳費の倍額以上の6億ドルを提示した。合衆国は600万ドルを提案し、交渉が決裂したため、どうしても金鉱が欲しい合衆国政府とユリシーズ・グラント大統領はスー族を滅ぼすことに決定した。1875年11月、インディアン管理局(BIA)局長は、スー族の各保留地に「偉大な父（大統領のこと）の命令に従わない者は合衆国反逆者とみなし、軍隊の力で処理する」と通告した。
ワシントン政府のこの最後通告は、シッティング・ブルに、彼の仲間を保留地に入らせるよう要求する内容だった。これは指定された期日までに、数百人の部族民を厳寒の雪原を390キロメートル移動させるという非現実的なものであった。シッティング・ブルたち保留地外にいるスー族は、この最後通告を無視した。
1876年3月、ジョージ・クルック将軍らアメリカ軍は、BIA長官が脅迫したとおり、騎兵10個中隊と歩兵2個中隊を率いて、タング川沿いの100張りほどのティーピー集落を襲撃して火を放ち、インディアンを虐殺した。だがこれは風雲急を聞いて自分たちの保留地へ急いでいた無関係なシャイアン族だった。この攻撃によってシャイアン族のバンドは白人との友好姿勢を捨て、シッティング・ブル達ハンクパパ族と合流した。会議のティーピーで合議が開かれ、シッティング・ブルはこのように発言した。
「我々は団結しなければならない。でなければ敵は我々をばらばらにして殺すだろう。彼らは戦いを望んでいるのだ。よろしい、我々は戦おうではないか」
彼の提案は満場の賛成を以て迎えられた。スー族、シャイアン族、アラパホー族にそれぞれローズバッド・クリークの大野営への集結を呼び掛ける伝令が走った。白人の要求に嫌気がさし、聖山パハサパの行方に不安を抱いていた多くのインディアンがここに集結した。一方、合衆国は着々とインディアン掃討作戦の準備を進めていた。インディアンから「三つの星」と呼ばれていたジョージ・クルック将軍はフェッターマン砦から1047人の兵を徴収し、ショーショーニー族とクロウ族262人をインディアン斥候として雇い入れた。クロウ族はスー族にとって長年の宿敵だったから、スー族絶滅作戦はクロウ族の恨みを晴らす絶好の機会だったのである。5月17日にアルフレッド・テリー将軍の下、925人のアメリカ兵がエイブラハム・リンカーン砦に集結し、ここにはカスター中佐の第7騎兵隊も加わっていた。5月19日には西のエリス砦からジョン・ギボン大佐以下450人の軍勢がフェッターマン砦に集結し、6月7日にはテリー・カスター隊はパウダー川河口に進軍してきた。

### サン・ダンスでの幻視
侵略者の軍勢が迫る中、スー族の大集団は「サン・ダンスの儀式」を開いた。45歳のシッティング・ブルは四日間飲まず食わずで太陽を見つめ踊り続けるサン・ダンサーに名乗り出た。「ピアッシングの誓い」を立て、四日目には流血を伴う「ピアッシングの儀式」を行った。サン・ダンサーの胸と腕の肉に鷲の爪を突き通し、生皮で聖なる柱と繋ぐ、この儀式の介添え人は、彼が数年前にアシニボイン族から義理の弟に迎えたタタンカ・プシチャ（ジャンピング・ブル）が務めた。
このピアッシングの儀式の中で、シティング・ブルは「青い軍服を着たワシチューがインディアンに敗れる」という幻視を得た。幻視の中で、騎兵隊の兵士たちは空から真っ逆さまに落ちていた。そして彼は、「このワシチューはワカンタンカ（大いなる神秘）の贈り物であり、彼らを殺すべきだ。しかし、彼らの銃や馬を奪ってはならない。ワシチューの物を欲しがれば、それは我々インディアンに呪いとなるだろう」と告げた。サン・ダンスの儀式が例年通り行われた後、スー族とシャイアン族、アラパホー族の大集団はグリージーグラス川の河畔へと移動し、そこに会議のティーピーを建て、今後の対白人政策が連日協議された。

### スー族の降伏
1876年6月17日、クレイジーホースたちスー族とシャイアン族、アラパホー族の500人の連合戦士団は、ローズバッドでクルック将軍の率いるアメリカ軍と「ローズバッドの戦い」を交え、これを破った。28人の白人兵士が戦死した。シッティング・ブルはピアッシングの儀式の傷がまだ癒えておらず、この戦いに参加しなかった。カスター隊のクロウ族斥候がグリージーグラス川そばのインディアン大集落を見つけ、カスターは翌日、独断で奇襲攻撃を決行する。
1876年6月25日、グリージーグラス川の大集落をカスター中佐の第七騎兵隊が奇襲するリトルビッグホーンの戦いが起きた。クレイジーホースやゴール、ツー・ムーンズ、ワン・ブルら名だたる大戦士の働きによって、カスター隊は全滅した。傷の癒えていないシッティング・ブルはこの戦いにも参加していない。シッティング・ブルの甥で26歳だったホワイト・ブルは、自分がカスターを殺したと信じていた。この戦いでは、シッティング・ブルの「ワシチューの銃や馬を奪ってはならない」という警告は聞き流された。戦いの終わった夕暮れには、インディアンたちは戦利品として騎兵隊の馬の鞍、制服、ピストル、カービン銃、弾薬1万発を野営に持ち帰っていた。
合衆国と東部白人社会は、この戦いでのカスター隊の全滅に衝撃を受け、同時に、シッティング・ブルはインディアン反逆勢力の中心人物、扇動者だとみなされるようになった。以後、ウィリアム・シャーマンのような白人の軍事指導者は、名指しでシッティング・ブルの殺害を呼び掛けた。
この年9月、クルック将軍はグランド川そばのハンクパパ族の集落に48キロメートルしか離れていないパハサパのベア・ビュットで、ミネコンジュー族の37のティーピー集落を襲った。シッティング・ブル達が救援に向かったのも時すでに遅く、集落は破壊されていた。女子供、赤ん坊を含むスー族が虐殺され、アメリカ兵によって頭の皮を剥がれていた。アメリカ兵はカスター隊の隊旗を奪還していた。その一月後、イエローストーン川沿いに幌馬車隊を護衛していたアメリカ軍のE・S・オーチス大佐は、ハンクパパ族から警告書を受け取った。歴史家たちはこれを、シッティング・ブルが代筆させたものではないかと見ている。それはこのような文面だった。
「私はお前がこの道で何をしようとしているのか知りたい。お前はバッファローを驚かせ、逃げ出させた。私はここで狩りをしたいのだ。ここから立ち去って欲しい。それが無理だというなら戦うだけだ。」
オーチスの上司でインディアン戦争の古強者であるネルソン・マイルズ大佐は、シッティング・ブルと話し合う準備を進め、彼とその仲間たちが穏やかに保留地管理事務所に出頭するよう交渉した。最初は礼儀正しく始まったこの会談は、すぐに双方に怒りを呼ぶ結果となった。シッティング・ブルはこう言った。
「インディアンで白人を愛したものなどいない。そして、白人も決してインディアンを愛さなかった。」
会談は決裂し、アメリカ軍はスー族に発砲した。双者の戦いは二日間続き、マイルズは大砲を使ってスー族を追い散らした。
10月27日には、ミネコンジュー族やイタジプチョ族2000人がマイルズの下に投降したが、マイルズにはこれだけの人数に与える食糧が無かった。そこでマイルズは5人の酋長を人質にとることで、11月30日には40世帯のインディアンをシャイアン川保留地管理事務所に出頭させることに成功した。
ここでスー族はついにパハサパ（ブラックヒルズ）とパウダー川流域の土地の全権利を放棄する文書に署名（×印を書き込む）した。これは、「グレート・スー・ネイション」の1/3の面積に相当したが、彼らには選択の余地はなかった。これに従わなければ、合衆国はスー族に食糧その他の配給を停止すると脅迫していたからである。現在、アメリカ連邦最高裁判所は合衆国によるこの条約違反を完全違法行為と断定している。
最後まで保留地を拒否して戦いを続けたオグララ族の大戦士タシュンケ・ウィトコ＝クレイジー・ホースも、同胞をこれ以上犠牲に出来ないとみて投降し、1500人の仲間とともに保留地に入った。こうしてスー族で保留地を拒み続ける大戦士はシッティング・ブルだけとなった。

## カナダへの亡命
1877年5月、シッティング・ブルはあくまでも保留地に入らず、彼を慕う者たちとともに、自由を求めて「大いなる母」（ビクトリア女王）の治めるカナダへと逃れた。10月にテリー将軍が和平委員長となり、シッティング・ブルが部族員を米国の保留地に連れ戻すなら「全面恩赦」で迎えると持ちかけた。しかしシッティング・ブルはこう答えた。
「この国は今や我々の国だ。我々はこの土地に留まり、スー族で溢れるようにするつもりだ。我々は我々の国をお前たちにやらなかった。お前たちは我々の国を盗んだのだ。お前たちは嘘をつくためにここへ来ている。いいからその嘘を持ってとっとと国へ帰れ。」
1877年10月23日、「ニューヨーク・ヘラルド」紙は、「シッティング・ブルの新しい故郷」と、国境の地図付きでこの有名な大戦士の「カナダ亡命」を書きたてた。彼らは国境の地で、4年間を過ごした。カナダの白人騎馬警官隊は手厚くはないが公平だった。しかし、スー族に狩猟のための広大な土地を割譲せよというシッティング・ブルの要求はその都度拒否された。合衆国側への遠征は、アメリカ軍によって阻止された。だが、カナダでもバッファローはほとんど白人によって絶滅させられており、カナダの激しい冬の寒さと飢餓が彼らを襲った。大戦士ピジ（ゴール）も合衆国に投降し、1881年にはカナダに留まるスー族は年寄りや彼の身内の185人となった。カナダ政府が彼らへの食糧供給を拒否したとき、ついにシッティング・ブルは飢えた同胞を救うため、合衆国への投降を決意した。彼はカナダの騎馬警官に「我々は見捨てられた」と述べている。
シッティング・ブルとその一団は、ダコタ準州にあるビューフォード砦への110キロメートルの旅路についた。シッティング・ブルは50歳になっていた。アメリカ軍のウィリアム・ボーエン中尉は彼を見て、こう同情の言を残している。
「耐え忍んできた心労と空腹は顕わで、彼は老いていた。憎むべき白人に降伏し、彼が望んだ独立を放棄することは彼の誇りをひどく傷つけた。彼はひどくやつれていた。」
1881年7月19日、ビューフォード砦で彼は8歳になる息子のクロウフットにライフルを渡し、部隊指揮官のデービット・ブラザトン少佐に渡してくれと頼んだ。彼はこのとき、こう述べた。
「私の踏まえている土地はまだ私のものだ。私はそれを売らなかったし、誰にも与えなかった。私は部族の中で、ライフルを引き渡した最後の男として記憶されることを望む。」
シッティング・ブルはいつでもカナダに渡る権利を要求し、パハサパに近いリトルミズーリ川に近い保留地への移送を希望した。しかし合衆国は彼がまた反乱を起こすと考えて、保留地南端のランドル砦に送り、タタンカ・イヨタケの降伏合意条件に違反して、捕虜として二年間留置した。

## 保留地での生活

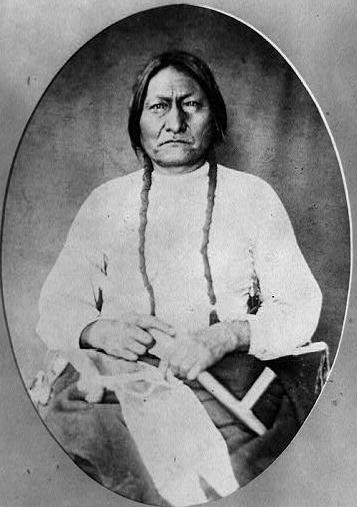
ランドル砦で捕虜となったタタンカ・イヨタケ（1882年）

1883年、シッティング・ブルは北西510キロメートルのミズーリ川沿いのスタンディングロック保留地管理事務所に移送された。この保留地の監督官はジェームズ・マクローリンという、白人とスー族の混血の妻を持つ男だった。マクローリンはシッティング・ブルの影響力を非常に警戒していた。マクローリンは事あるごとに彼に干渉した。彼が二人の妻を持っていることにも干渉し、一人にするよう強要した。シッティング・ブルは「そんなに言うなら、お前が妻それぞれのところへ行って直接彼女らに言えばいいだろう」と答えた。インディアンの社会では結婚も離婚も個人の自由とされている。
武装解除され、保留地に入ったシッティング・ブルを、白人社会は名士扱いし始めた。白人は彼を「すべてのスー族の大指導者」だと思い込んでいるから、アパッチ族のジェロニモをそう扱ったように、彼を見世物として面白がったのである。

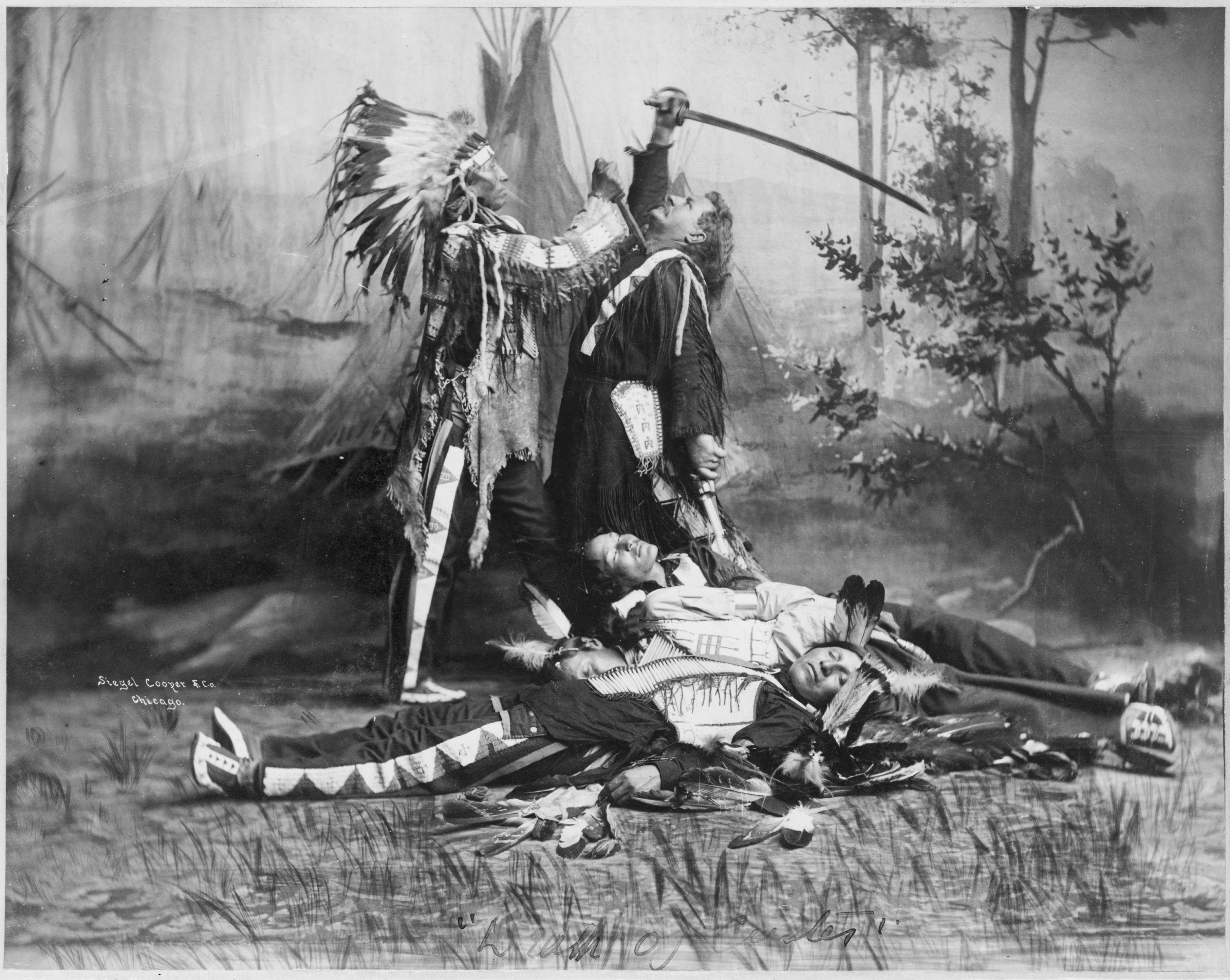
ポーニー・ビル主宰の「野生の西部ショー」での「カスターを殺すシッティング・ブル」の一幕（1905年）。タタンカ・イヨタケはリトルビッグホーンの戦いに参加していないのに、まるでカスターを殺した本人のように喧伝された。

1884年9月、彼は「部族の窮状を大統領に直訴できる」とのアルバレン・アレンという白人興行主の約束に乗せられて、合衆国15都市での見世物興行に出かけた。アレンはシッティング・ブルを「カスター中佐を殺した張本人」と宣伝し、彼が友好的な挨拶を述べている横で、これを白人群衆に対してリトルビッグホーンでの身の毛もよだつような話に捏造して紹介した。この興行で、シッティング・ブルは女ガンマンのアニー・オークレイの曲撃ちを見て感激し、彼女を何度も「ワタンヤ・シシリア」（小さな名射撃手）と呼んだ。だが、アレンが約束した大統領との会談は結局反故にされた。
1885年、バッファロー・ビル・コディの興行『野生の西部ショー』の地方公演に参加した。コディはアレンと違って本当に彼をグロバー・クリーブランド大統領に引き合わせたが、「部族の窮状を訴える」という希望は叶えられなかった。ワシントンでの巡業では、ショーを見に来た白人たちに「お前達は嘘つきだ。我々の土地を盗んだ泥棒だ」と演説した。言葉の判らない観衆は大拍手でもってこれに応えた。シッティング・ブルはコディと親友になり、コディは週給50ドルを彼に払った。公演中、シッティング・ブルは小銭をせがむ白人の児童浮浪者たちに、気前よく銀貨を恵んだ。彼が興行を引退する際には、コディは灰色の馬とソンブレロを贈った。

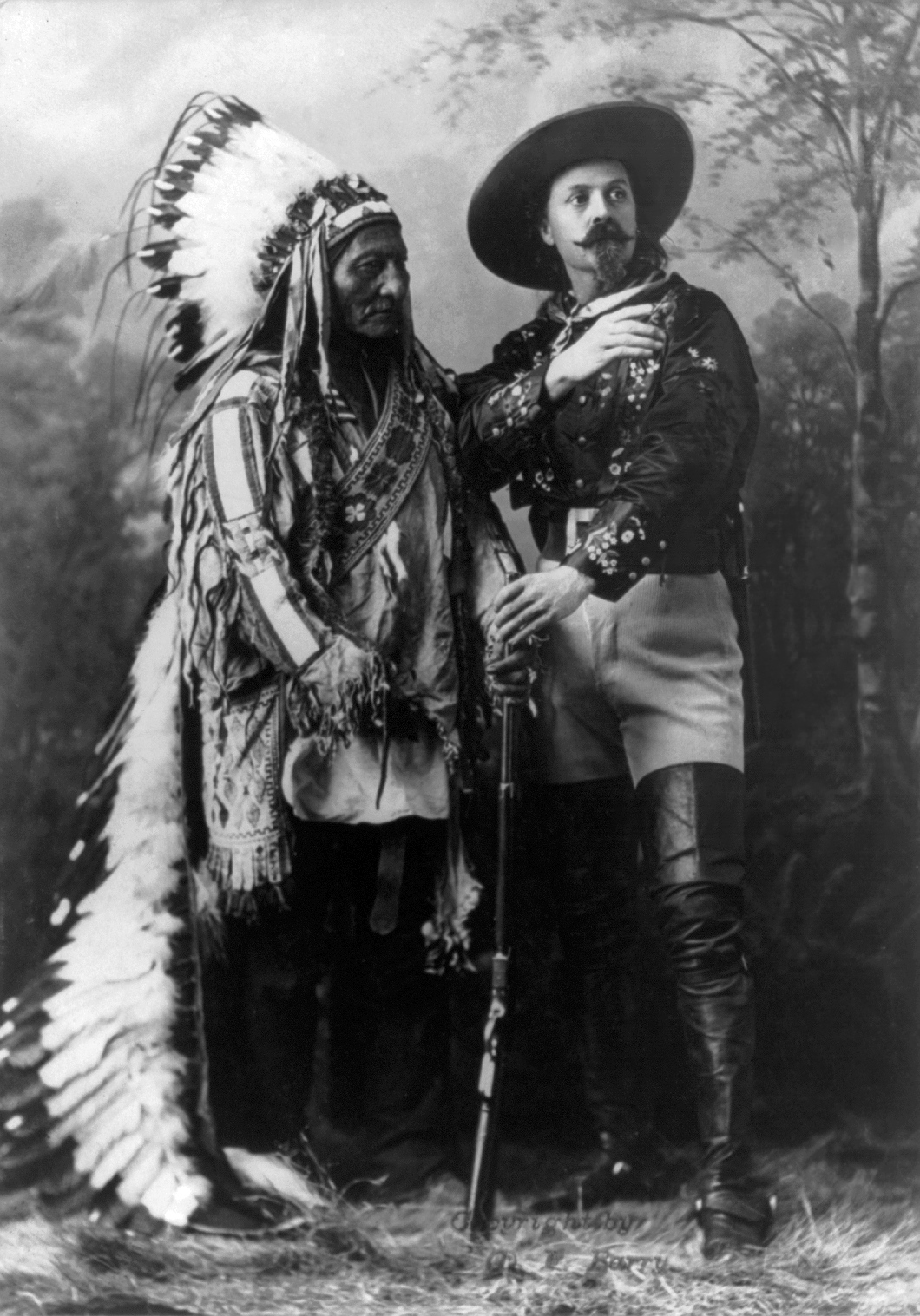
バッファロー・ビルとタタンカ・イヨタケ（1885年）

1887年、バッファロー・ビルは彼にショーのロンドン公演に同行し、ビクトリア女王の在位50周年式典に参加しないかと誘った。しかし「大いなる母」と会えるこの機会を、彼は断り、こう述べている。
「私があちこち歩くことは我々の主張にとって良くない。私はここですることがたくさんある。我々の土地について話すことがたくさんあるのだ。」
合衆国は再び条約を破り、西ダコタのスー族保留地から、4万平方キロメートルの土地を、「4000平方キロメートル当たり50セント」という驚くような安値で買い叩こうとしていた。すでに平原には、彼らが命の糧とするバッファローの姿はなかった。白人たちはインディアンを滅ぼすために、バッファローを滅ぼしてしまっていた。シッティング・ブルは白人のこの提案に強く反発し、他の保留地のスー族を説得した。合衆国は買い叩いたスー族の土地を、白人入植者に「4000平方キロメートル当たり25ドル」で払い下げようと計画していた。
1888年8月、政府の役人たちがスー族の土地を買い叩くためにスタンディングロック管理事務所にやって来た。イェーツ砦で並み居る合衆国の代表たちを前にシッティング・ブルは熱弁をふるい、合衆国の脅迫交渉を巧みに妨害したため、役人たちが彼に話をさせまいとすることも再三に及んだ。シッティング・ブルは酋長たちと合議して、結局、ワシチューの持ちかけた土地売却の「受け入れ」か「拒否」か、どちらかの書類に署名せよとの要求をほぼ全員で拒絶した。

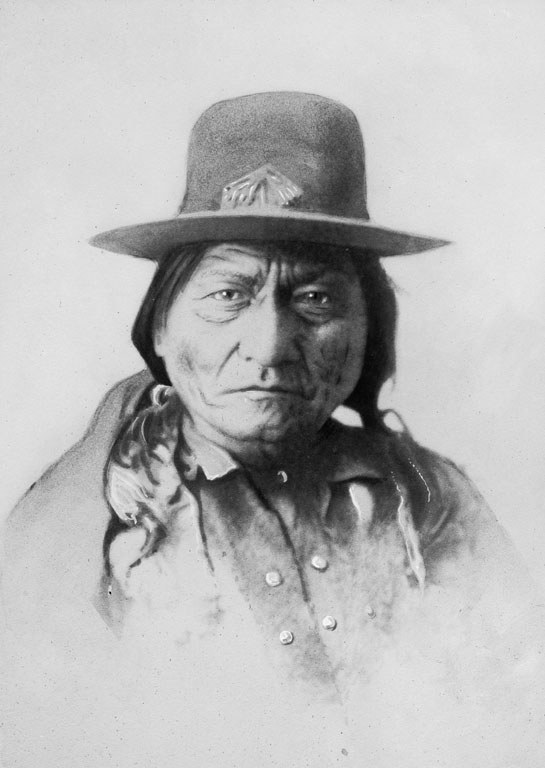
ランダル砦での肖像写真

1888年10月15日、ワシントンDCで、ジェームズ・マクローリン保留地監督官の主導によって、シッティング・ブルらスー族の代表団60名と内務長官ウィリアム・バイラスとの交渉が持たれた。合衆国は「4000平方キロメートル当たり1ドル」まで買い取り価格を上げたが、スー族は納得しなかった。故郷では保留地監督官の怠慢と横領によって食糧年金がまとも配給されず、部族員は飢えに苦しんでいた。1889年に、合衆国は「4000平方キロメートル当たり1ドル25セント」まで買い取り価格を上げ、「ドーズ法」に基づき、「スー族の世帯主一人当たり130ヘクタールの土地を付与する」との条件が付けられた。また、いつものように白人に土地を騙し盗られないように、「この土地の権利を25年間、連邦政府に信託保留させる」とした。
この条件下で、スー族は合衆国に押し切られ、それぞれのスー族は土地の売り渡しの合意文書に署名した。シッティング・ブルはこう怒りの弁を述べている。
「インディアンだって？私の他にはもうインディアンは残っていない！」
この「ドーズ法」の「スー族の世帯主一人当たり130ヘクタールの土地を付与する」との条件は、大きな問題をはらんでいた。インディアンの社会は母系であり、財産権はそもそも妻が持っていた。それゆえに父系社会の規則を強引に当てはめて財産権を母方から父方に移すこの政策は、インディアン社会を混乱・崩壊させる一大要因となっていくのである。

### 大戦士と女画家
シッティング・ブルの部族の窮状に対する訴えに対しては、東部の白人社会から多くの援助が寄せられていた。1889年春、ニューヨークの社交界から、キャサリン・ウェルドンという白人女性が彼の「肖像画を描きたい」として保留地までやって来た。この画家は、東部の白人団体「全国インディアン擁護協会」のメンバーであり、肖像画制作にかこつけて彼と懇意になり、「シッティング・ブルをニューヨークに連れ帰り、インディアンの保留地を白人に開放させる合衆国の政策を攻撃する遊説を行わせる」という企みを持っていた。
ジェームズ・マクローリン保留地監督官はこれに驚き、シッティング・ブルが保留地から出ることを禁じ、彼女の計画をくじいた。さらにマクローリンは、「ウェルドンがシッティング・ブルと恋仲であり、彼にナポレオンやアレキサンダー大王の伝記を読み聞かせ、再び彼に反乱衝動を掻きたてている」と根も葉もない噂を流した。
シッティング・ブルの家で、ウェルドンは生き残っていた彼の二人の妻とともに家事や食事の世話をしていたが、これはインディアンにとっては求婚の意思を表す行いだった。シッティング・ブルはインディアンの礼儀に則って彼女に求婚したが、ウェンドンはこれを侮辱と誤解し、完成した肖像画を残してニューヨークへさっさと帰って行ってしまった。ウェンドンが描いたシッティング・ブルの肖像画は、数カ月後に彼が暗殺された際に、インディアン警官によってナイフで切り傷が加えられた。

## ゴースト・ダンス
最大反抗勢力であったスー族を保留地に幽閉し、民族浄化に成功した合衆国は、経費を節減するため、領土と引き換えに条約で保証した食糧年金の支給を渋り始めた。白人入植者たちもインディアンへの社会的保護に対して政府に抗議を行うようになった。すでにインディアンは「金のかかる依存者」扱いだった。経費節減のため、合衆国は保留地に無償支給する牛肉の量を、半分に減らした。さらにこれは監督官の横領によってさらに減らされた。
1889年と1890年には、スー族の児童たちが栄養失調のためにはしか、インフルエンザ、百日咳等に罹って大量死した。さらに天候不順が保留地に凶作をもたらした。狩猟民族である平原インディアンには、農業が理解できなかった。このころ、ウォボカというインディアンが興した終末思想的新興宗教「ゴースト・ダンス」が絶望的状況にあった大平原のインディアンたちの間に爆発的に広まった。この教義に従い「幽霊踊り」を踊れば、「死んだインディアンの大戦士が蘇り、バッファローが平原に帰ってくる」というのである。
この頃、シッティング・ブルはかつて鷲から予言を受けた岩山に再び上った。岩山の頂上には野ヒバリが一羽いた。野ヒバリは、彼に「お前はスー族に殺されるだろう」と告げた。
スー族の「マト・ワナタケ」（蹴る熊、キッキング・ベア）は、保留地を抜け出して単身ウォボカに会い、その教義に感銘してスー族にこれを広めた。スー族の間で「ゴースト・ダンス」は瞬く間に流行し、「ゴースト・ダンス」の秘術を受けた上着「ゴースト・ダンスのシャツ」を着れば、白人の銃弾を跳ね返せるという教義を付け加えた。シッティング・ブルはこの教義を信じていなかった。彼も幽霊踊りを試してみたが、結局「死んだ人間は蘇らんよ」とキッキング・ベアに言っている。
「白人の銃弾を受け付けない上着を得ることが出来る」という彼らの教義に、ジェームズ・マクローリン保留地監督官は強い警戒感を抱いた。マクローリンはシッティング・ブルがこのゴースト・ダンスの首謀者だと誤認したうえで政府に報告し、シッティング・ブルに対して一連の儀式を止めるように命令した。シッティング・ブルはマクローリンの要求にこう答えた。
「では、お前と一緒にこの踊りを伝えたインディアンの部族を回ってみよう。そして最後にこの踊りを最初に始めた部族のところへ行って、彼らが救世主を呼びだせず、死者も蘇らなかったなら、私は戻ってスー族にあれは全部嘘だと言ってやろう。もし本当に救世主を見たなら、お前はそのまま踊りを続けさせるべきだな。」
マクローリンはこの言葉を誤魔化しと受け取り、あくまでこの宗教の首謀者はシッティング・ブルだとの考えを曲げなかった。マクローリンは政府にこう報告した。
「スタンディングロック保留地に関する限り、この宗教ははなからシッティング・ブルに利用されたものだ。誰はスー族に対するかつての影響力を失ったから、部族に対する指導力を取り戻そうと、これを持ち込み、利用しようとした。そうすれば、彼は自分が目指すどんな非道な企てにも、安心して部族を導くことが出来るからだ。」
上述したとおり、スー族を始め、インディアン社会には「個人の指導者」というものは存在しない。すべては合議で決定するのであって、マクローリンのこの考えはインディアンの文化に対する誤認だった。しかし問題は、彼が保留地のインディアン部族の生殺与奪権を握る保留地監督官であることだった。
またパインリッジ保留地の監督官ダニエル・F・ロイヤーはゴースト・ダンスの流行をスー族反乱の予兆と捉え、1890年の11月半ばに「雪の中でインディアンが踊り狂い、凶暴になっているから、今すぐ我々を保護して欲しい」と合衆国政府に電報を打った。
こうして、ロイヤーやマクローリンの報告に応え、合衆国政府から「どんな暴動も抑え込むよう警戒せよ」との指令が各インディアン保留地のアメリカ軍に下った。砦に数千人単位で続々と集結するアメリカ兵の姿にスー族は虐殺への危機感を抱き、大勢の部族員が管理事務所を中心に定められた距離内から離れ、パハサパの東にある岩山地帯のマコシカ（バッドランズ）へ逃げ込み始めた。アメリカ軍は保留地からの逃亡者を敵と見なし、これらの捕縛に出動した。シッティング・ブルはグランド川のそばに留まっていたが、白人達はインディアンの大移動をシッティング・ブルの先導によるものだと断定していた。。

## その死

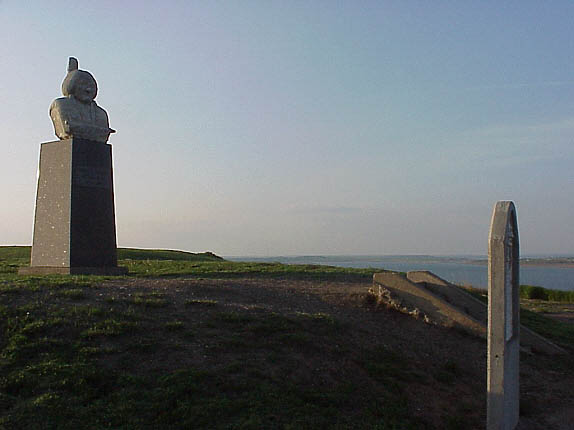
シッティング・ブル＝タタンカ・イヨタケの墓とされる場所に立つ記念碑

白人達はシッティング・ブルを「扇動者」として逮捕したがり、軍・民が逮捕権を巡って争った。まず筆頭はマクローリン保留地監督官だった。ネルソン・マイルズ将軍は民間人である保留地監督官を軽蔑しており、マクローリンを出し抜こうと、シッティング・ブルの旧友であるバッファロー・ビル・コディを利用して砦におびき出そうと企んだ。対するマクローリンは、自分がないがしろにされたことに腹を立て、連邦政府に掛け合ってマイルズのこの計画を阻止した。
1890年12月14日、シッティング・ブルがスタンディングロック保留地の南にあるパインリッジ保留地管理事務所を訪ねるらしいと聞いたマクローリンは、これを彼の逮捕の絶好の機会だと考え、「ゴースト・ダンスの首謀者」との虚偽の報告によって逮捕状を取った。周りのインディアンたちを警戒して、マクローリンは彼の逮捕をインディアン警官に任せることとした。「インディアン警官」というのは、保留地管理官が保留地で従順な部族民から選んだインディアンの警察官である。マクローリンはこの任務をスー族警官のヘンリー・ブル・ヘッド警部補に命じた。
12月15日の早朝、43人のインディアン警官がグランド川そばのシッティング・ブルの小屋を取り囲んだ。ブルヘッドは小屋に押し入って、シッティング・ブルを寝床から引きずり出した。シェイプヘッド巡査部長が「抵抗すれば、この場で射殺する」と警告した。シッティング・ブルは「いいだろう、服を着るから待ってくれ」と言ったが、押さえつけられたまま服を着るよう強要されたので、揉み合いとなった。この事態に、小屋の周辺にはスー族が集まりだしていた。シッティング・ブルは戸外に引きずり出されたときに覚悟を決めた。彼はこう言った。
「私は行かない！」

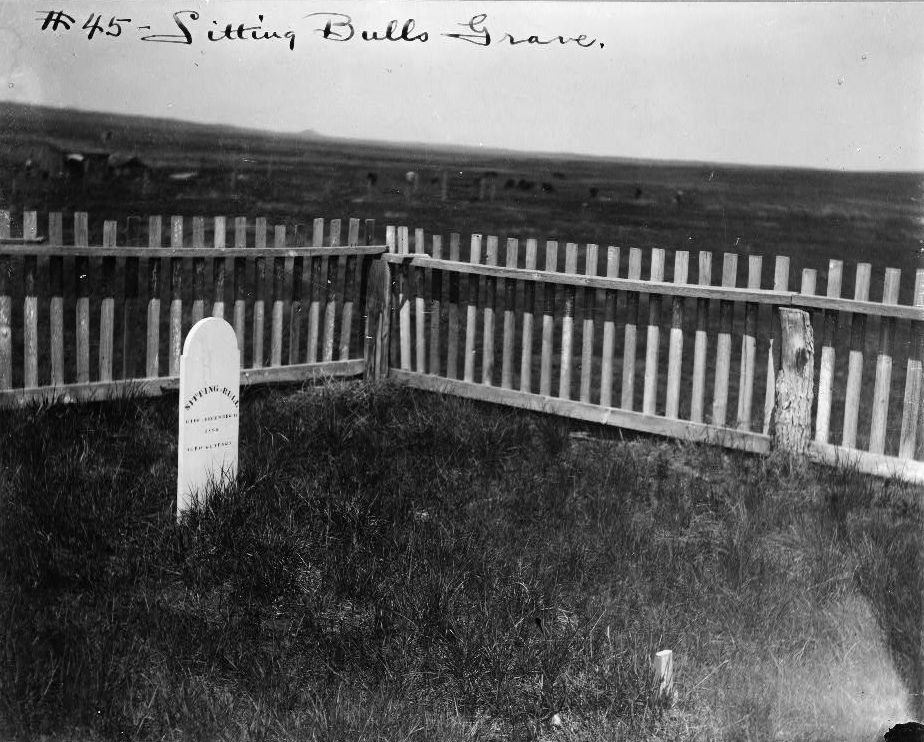
イェール砦にあったタタンカ・イヨタケの墓（1906年）

シッティング・ブルの叫びを聞いて、感銘を受けたインディアンがブルヘッド警部補に向けてライフルを発射した。ブルヘッドは重傷を負って倒れながらもタタンカ・イヨタケに銃弾を撃ち込んだ。彼を抑えつけていたレッド・トマホーク巡査長は、この大戦士の頭に一発撃ち込んだ。たちまちインディアンとインディアン警官との間で激しい撃ち合いとなり、インディアン警官6人、インディアンの村人が8人が死んだが、この中にはシッティング・ブルの17歳になる息子クロウフットと義弟のジャンピング・ブルもいた。
シッティング・ブルの死体は軍の馬車に乗せられ、石灰石をつめた棺に入れられてイェーツ砦のアメリカ軍墓地の片隅に葬られた。59歳だった。

## 死後の影響
スー族の精神的支柱であったこの大戦士の死は、スー族社会に新たな恐慌を与えた。あちこちのスー族のバンドが保留地から脱走し、アメリカ軍がこれを追った。絶望的な状況の中で、スー族のゴースト・ダンス流行はさらに高まった。
彼を慕っていたバンドの一団は、豪雪の中南方160キロメートルを旅し、タタンカ・イヨタケのいとこであるシハ・タンカ（ビッグフット）酋長の属するバンドに合流した。アメリカ軍はこれを追跡し、ついにはこれらを無差別虐殺した（ウンデット・ニーの虐殺）。

## 関連作品
- 『大酋長』（Sitting Bull、1954年）
ハリウッド製西部劇映画。邦題は「大酋長」だが、シッティング・ブルは酋長ではない。
- 『カスター将軍』（Custer of the West、1967年）
リトルビッグホーンの戦いを描くハリウッド製西部劇映画。白人のキーロン・ムーアがシッティング・ブルを演じる。
- 『白人の女に触るな』（Don't Touch the White Woman!、1974年）
フランス映画。西部劇のパロディー。シッティング・ブルはAlain Cunyが演じる。
- 『ビッグ・アメリカン』（Buffalo Bill and the Indians, or Sitting Bull's History Lesson、1976年）